# Rendimento ilíquido
Rendimento ilíquido ou Rendimento bruto, é o total dos rendimentos aos quais ainda não foram feitas as deduções para a segurança social e outros impostos. 

## Exemplos
- "Se é funcionário público e tem um rendimento mensal ilíquido superior a 1550 euros, saiba aqui quanto vai perder em poder de compra com as novas regras que o Governo quer aplicar no OE." - Diário de Notícias, 23.10.2010 [3]

- "O parlamento aprovou hoje uma proposta que prevê a redução de 5% no salário ilíquido." - Jornal de Negócios, 16.07.2010 [3]